# The Grimmrobe Demos
The Grimmrobe Demos – album demo amerykańskiego zespołu Sunn O))).

## Lista utworów
1. Black Wedding - 19:17
2. Defeating: Earth's Gravity - 14:59
3. Dylan Carlson - 21:30
4. Grim & Bear It - 16:40